# 環境賞
環境賞（かんきょうしょう、英語: Environmental Award）は、環境保護や持続可能な開発に貢献した個人や団体に贈られる賞の総称である。世界各地で様々な環境賞が設けられており、その目的や対象分野は多岐にわたる。

## 主な環境賞
- ブループラネット賞 - 旭硝子財団が1992年から毎年授与している国際的な環境賞。地球環境の保全に顕著な功績をあげた個人や団体に贈られる。[1]
- ボルボ環境賞 - ボルボ社が1990年から毎年授与している国際的な環境賞。科学的・技術的・社会的・政治的な分野で優れた業績をあげた個人や団体に贈られる。[2]
- チャンピオン・オブ・ジ・アース - 国連環境計画（UNEP）が2005年から毎年授与している国際的な環境賞。地球の持続可能性に向けて顕著なリーダーシップを示した個人や団体に贈られる。[3]
- ゴールドマン環境賞 - ゴールドマン環境財団が1990年から毎年授与している国際的な環境賞。地域社会や草の根レベルで環境問題に取り組んだ個人に贈られる。[4]
- タイラー賞 - タイラー財団が1973年から毎年授与している国際的な環境賞。自然科学・社会科学・芸術・人文科学の分野で優れた業績をあげた個人や団体に贈られる。[5]
- ストックホルム水賞 - ストックホルム水財団が1991年から毎年授与している国際的な水関連の賞。水の保全や管理に関する傑出した業績をあげた個人や団体に贈られる。[6]
- グリーンノーベル賞 - ライト・ライブリフッド財団が1980年から毎年授与している国際的な社会変革の賞。持続可能で平和な世界の実現に向けて傑出した業績をあげた個人や団体に贈られる。[7]
- アショカ・フェロー - アショカが1981年から毎年授与している国際的な社会起業家の賞。社会問題の解決に革新的なアイデアや手法を提案した個人に贈られる。[8]